# Lydia Dant
Lydia Dant (* 4. Juni 1991 in Witney) ist eine britische Triathletin und Ironman-Siegerin (2022).

## Werdegang
Lydia Dant betreibt Triathlon seit 2013 und sie startet seit 2021 als Profi-Athletin. Sie studierte an der University of Oxford.
Im Juli 2021 gewann sie auf der Mitteldistanz den Ironman 70.3 Staffordshire.

### Ironman-Siegerin 2022
Im Mai 2022 konnte sie bei ihrem ersten Start auf der Langdistanz den Ironman Lanzarote (3,86 km Schwimmen, 180,2 km Radfahren und 42,195 km Laufen) für sich entscheiden und im August gewann sie mit dem Ironman 70.3 Vichy ihr zweites Ironman-70.3-Rennen.
Im Ironman Lanzarote startete Lydia Dant im Mai 2023 als Titelverteidigerin und sie konnte das Rennen erneut für sich entscheiden.
Im Mai 2024 wurde sie im Ironman Lanzarote Dritte hinter der Deutschen Anne Haug.
Lydia Dant lebt in Oxford.

## Sportliche Erfolge
| Datum/Jahr    | Rang | Wettbewerb                                    | Austragungsort | Zeit     | Bemerkung                            |
| ------------- | ---- | --------------------------------------------- | -------------- | -------- | ------------------------------------ |
| 22. Apr. 2023 | 9    | Challenge Gran Canaria                        | Mogán          | 04:26:50 | [ 3 ]                                |
| 20. Aug. 2022 | 1    | Ironman 70.3 Vichy                            | Vichy          |          | Austragung ohne die Schwimmdistanz   |
| 7. Aug. 2022  | 2    | Ironman 70.3 Swansea                          | Swansea        |          | Zweite der Erstaustragung            |
| 19. Juni 2022 | 2    | Ironman 70.3 Luxembourg                       | Remich         |          | hinter der Britin Emma Browne        |
| 19. März 2022 | 7    | Ironman 70.3 Lanzarote                        | Lanzarote      | 04:39:52 | hinter Katrina Matthews              |
| 9. Okt. 2021  | 5    | Ironman 70.3 Lanzarote                        | Lanzarote      | 04:49:43 |                                      |
| 18. Juli 2021 | 1    | Ironman 70.3 Staffordshire                    | Staffordshire  |          |                                      |
| 12. Juli 2015 | 24   | ETU Triathlon European Championships AG 20–24 | Genf           | 03:00:13 |                                      |
| 19. Aug. 2013 | 1    | Carterton Triathlon                           | Carterton      |          | Siegerin auf der olympischen Distanz |

| Datum/Jahr   | Rang | Wettbewerb        | Austragungsort    | Zeit     | Bemerkung                      |
| ------------ | ---- | ----------------- | ----------------- | -------- | ------------------------------ |
| 18. Mai 2024 | 3    | Ironman Lanzarote | Puerto del Carmen | 09:54:54 | hinter Anne Haug               |
| 20. Mai 2023 | 1    | Ironman Lanzarote | Puerto del Carmen | 09:59:13 | erfolgreiche Titelverteidigung |
| 21. Mai 2022 | 1    | Ironman Lanzarote | Puerto del Carmen | 09:37:26 | [ 6 ]                          |

(DNF – Did Not Finish)